# Near Death Experience (film)
Pour le phénomène paranormal, voir Expérience de mort imminente.
Pour plus de détails, voir Fiche technique et Distribution.
Near Death Experience est un film dramatique français réalisé par Gustave Kervern et Benoît Delépine et sorti en 2014.

## Synopsis
Marié et père de famille, Paul, 56 ans, travaille sur une plateforme téléphonique. Cet homme terne et taciturne, buvant et fumant beaucoup, pensait que la vie allait s'écouler ainsi tranquillement, sans plus d'effort. Pourtant un jour, un vendredi 13, tout dérape. Après une bonne tournée dans un bar avec des collègues, rentré chez lui, il voit au journal télévisé un reportage sur les superstitions liées à ce jour, ce qui le renvoie brutalement au néant de son existence. Soudain déterminé à commettre un suicide, il part dans la montagne, sans rien dire à ses proches...

## Fiche technique
- Titre : Near Death Experience
- Réalisation, scénario et production : Gustave Kervern et Benoît Delépine[1]
- Producteur associé : Charles-Edouard Renault
- Production : No Money Productions
- Budget : 150 000€[2]
- Photographie : Hugues Poulain
- Montage : Stéphane Elmadjan
- Musique : Guillaume Lebraz
- Postproduction : Technicolor
- Ventes internationales : Funny Balloons
- Distribution : Ad Vitam (France) et Leopardo Filmes ( Portugal)
- Pays d'origine :  France
- Genre : drame
- Durée : 87 minutes
- Dates de sortie : France : 10 septembre 2014
- Box-office Europe : 51 981 entrées[3]

## Distribution
- Michel Houellebecq : Paul
- Marius Bertram : le vagabond
- Benoît Delépine : le collègue orange 1
- Gustave Kervern : le collègue orange 2
- Manon Chancé : l'automobiliste

## Tournage
Le financement a été bouclé sur les fonds propres des réalisateurs, qui ont été influencés dans l'écriture du scénario par des cinéastes très variés : Albert Serra pour le grain d'image particulier de El Honor de la Cavaleria (réalisé avec le même modèle de caméra amateur), Gus Van Sant pour le minimalisme de Gerry, Gaspar Noé pour le montage sonore de Seul contre tous. Un complément significatif au budget (30 000 €) a été octroyé par Canal+ pour l'obtention des droits d'utilisation de la chanson War Pigs de Black Sabbath, sur laquelle le protagoniste improvise une danse improbable.
Le tournage a été particulier : les prises de vues ont été réalisées en seulement neuf jours avec une équipe de sept personnes dont les réalisateurs et Michel Houellebecq. Des outils de prises de vues atypiques ont été utilisés : drone (source : générique), iPod (orages du générique de début) et caméra DV. Un objectif déformant (permettant l'anamorphose) ajouté à la caméra DV, et des traitements d'image en postproduction, ont permis d'obtenir la projection en format CinemaScope. Appliquée aux très larges points de vues visibles dans le film, les panoramas sont amplifiés lors de la projection.[pas clair]
Michel Houellebecq, dont c'était la première participation à un long métrage de cinéma, apprenait son texte au fur et à mesure du tournage. Une grande partie de ses répliques sont constituées de monologues intérieurs, superposés en voice-over à des images du protagoniste qui reste la plupart du temps mutique.

## Lieux de tournage
Le tournage a eu lieu aux alentours de la Montagne Sainte-Victoire dans les Bouches-du-Rhône. On peut distinguer les communes de Puyloubier, Rousset et Beaurecueil, créditées au générique de début (le film a la particularité de ne pas présenter de générique de fin). Gustave Kervern et Benoît Delépine remercient au générique la société du Canal de Provence. Bien que non cité au générique, on peut reconnaître à la 21e minute le Barrage de Bimont depuis lequel le protagoniste tente de sauter.

## Diffusion
Benoît Delépine et Gustave Kervern, parfois accompagnés de Michel Houellebecq, ont participé à de nombreuses émissions de radio et de télévision afin de présenter leur film. Ces entrevues leur ont donné l'occasion d'expliciter sa genèse et son propos[réf. souhaitée]. Quelques-unes de ces apparitions :
| Type de média | Nom du média   | Émission       | Présence de Michel Houellebecq | Date       |
| ------------- | -------------- | -------------- | ------------------------------ | ---------- |
| Radio         | France Culture | Le RenDez-Vous | Non                            | 11/09/2014 |
| TV            | France 5       | C'est à vous   | Oui                            | 10/09/2014 |
| Radio         | France Inter   | Boomerang      | Non                            | 09/09/2014 |

Le film a été sélectionné et présenté lors de la Mostra de Venise en septembre 2014.
Au baromètre BFM, c'est un des dix films français les plus rentables de l'année 2014, avec un peu plus de 50 000 entrées dans les salles d'Europe. 